# 김봉웅
김봉웅(金峰雄, 1948년 4월 24일~2010년 7월 10일)은 대한민국의 극작가, 연출가, 소설가이다. 일본식 이름은 가네하라 미네오(일본어: 金原峰雄), 일본 필명은 쓰카 고헤이(つかこうへい)이다.

## 생애
후쿠오카현 가호군 가호정(현재의 가마시)에서 태어났다. 후쿠오카 현립 야마다 고등학교를 졸업하고 게이오기주쿠 대학 프랑스철학과를 중퇴했다.
대학 재학 중에 언더 그라운드 연극 제2세대 극작가, 연출가 등 활동을 시작했다. 학생극단 ‘가면무대’에 들어가 1971년 작품 『붉은 베레모를 그대에게』를 발표하면서 문단에 등단하였다. 1974년 아타미 살인사건으로 ＜키시다희곡 상＞을 받으며 세상에 이름을 알렸다. 1982년 재일 한국인으로는 물론이고 일본 전후 세대로 처음으로 나오키상을 받았다. 그 충격적 데뷔에 의해 일본의 연극역사상, 〈츠카 고헤이 이전, 츠카 고헤이 이후〉라고 구별되고 있다.
1980년 86회 나오키상‧제28회 키네마준보상 각본상‧제6회 일본아카데미상 최우수 각본상을 받았고, 1990년 제42회 요미우리문학상 희곡상과 2007년 시쥬포상을 받았다.

## 특징
김봉웅은 연극을 창작할 때, 대본을 사용하지 않는 것으로 유명하다. 따라서, 아타미 살인사건과 같이 그가 창작한 희곡은 전부 시대의 변화에 따라 기본적인 틀을 제외한 극의 많은 요소가 변형되는 일이 잦다고 한다.

## 주요 작품
- 초급혁명강좌(初級革命講座)
- 아타미 살인사건(熱海殺人事件)
- 막부말 순정전(幕末純情傳)
- 히로시마에 원폭을 떨어뜨리는 날(廣島に原爆を落とす日)
- 비룡전(飛龍傳)
- 잠도둑 유스케(寢取られ宗介)
- 언제나 가슴에 태양을(いつも心に太陽を)
- 카마타 행진곡(蒲田行進曲)
- 로망스(ロマンス)
- 2대 두목은 크리스천(二代目はクリスチャン)
- 이 사랑 이야기(この愛の物語)
- 링링링(リングリングリング)
- 매춘수사관(賣春搜査官)
- 이등병 이야기(二等兵物語)
- 김봉웅판 충신장(つか版 忠臣藏)

## 같이 보기
- 재일 한국인의 일람
- 재일 한국인 문학
- 양석일
- 김일기
- 아이하라 미카